# USS Ward (DD-139)
USS Ward (DD-139/APD-16) là một tàu khu trục thuộc lớp Wickes của Hải quân Hoa Kỳ trong giai đoạn Chiến tranh Thế giới thứ nhất, và tiếp tục phục vụ trong Chiến tranh Thế giới thứ hai trước khi được xếp lại lớp như một tàu vận chuyển cao tốc APD-16 trước khi bị máy bay tấn công cảm tử kamikaze đánh chìm năm 1944. Ward đã bắn phát súng đầu tiên của Hoa Kỳ trong Thế Chiến II, khi đụng độ với một tàu ngầm Hải quân Đế quốc Nhật Bản trong cuộc Tấn công Trân Châu Cảng ngày 7 tháng 12 năm 1941, và đã tiêu diệt được đối phương. Nó là chiếc tàu chiến duy nhất của Hải quân Hoa Kỳ được đặt tên theo Trung tá Hải quân James Harmon Ward (1806–1861), sĩ quan Hải quân Hoa Kỳ đầu tiên tử trận trong cuộc Nội Chiến Hoa Kỳ.

## Thiết kế và chế tạo
Ward được đặt lườn vào ngày 15 tháng 5 năm 1918 tại Xưởng hải quân Mare Island, Vallejo, California, và dưới sự thúc ép của chiến tranh đang diễn ra, nó đã được chế tạo trong một thời gian kỷ lục chỉ có 17,5 ngày. Nó được hạ thủy vào ngày 1 tháng 6 năm 1918 và được đưa ra hoạt động vào ngày 24 tháng 7 năm 1918.

## Lịch sử hoạt động
Ward được chuyển sang khu vực Đại Tây Dương vào cuối năm 1918, và đã trợ giúp việc dẫn đường cho chuyến bay vượt đại dương đầu tiên của các thủy phi cơ hải quân NC vào tháng 5 năm 1919. Nó quay trở lại khu vực Thái Bình Dương vài tháng sau đó, được mang ký hiệu lườn DD-139 vào tháng 7 năm 1920, và tiếp tục ở lại khu vực này cho đến khi được cho xuất biên chế vào tháng 7 năm 1921. Việc Thế Chiến II bùng nổ tại Châu Âu khiến Ward được huy động trở lại. Nó nhập biên chế vào tháng 1 năm 1941, được gửi đến Trân Châu Cảng không lâu sau đó, và hoạt động tuần tra tại chỗ trong khu vực quần đảo Hawaii.
Sáng sớm ngày 7 tháng 12 năm 1941, dưới quyền chỉ huy của Hạm trưởng, Thiếu tá Hải quân William W. Outerbridge, Ward đang thực hiện cuộc tuần tra bên ngoài lối ra vào Trân Châu Cảng khi nó phát hiện, tấn công và đánh chìm một tàu ngầm bỏ túi Nhật Bản lớp Ko-hyoteki, do đó đã bắn phát súng đầu tiên của Hoa Kỳ trong Thế Chiến II vài giờ trước khi các tàu sân bay Nhật chính thức mở màn cuộc xung đột khi tấn công Hạm đội Thái Bình Dương trong cảng. Chiếc tàu ngầm tìm cách lẻn vào bên trong cảng bằng cách bám theo chiếc tàu chở hàng Antares đi qua lưới chống tàu ngầm ở lối ra vào cảng. Ward đã bắn nhiều phát từ dàn pháo chính của nó trúng tháp chỉ huy của tàu ngầm, đồng thời cũng thả nhiều quả mìn sâu trong cuộc tấn công.
Nhiều sử gia trước đây đã nghi ngờ việc Ward đã đánh chìm được một tàu ngầm bỏ túi, vì các cuộc khảo sát dưới biển ngoài khơi Trân Châu Cảng trước đây không tìm thấy gì. Cuối cùng, vào ngày 28 tháng 8 năm 2002, một nhóm các nhà khoa học thuộc Đại học Hawaii cũng đã tìm thấy chiếc tàu ngầm. Họ khảo sát xác tàu đắm nằm ở độ sâu 1.200 ft (370 m) trong vùng biển cách 3–4 mi (4,8–6,4 km) bên ngoài Trân Châu Cảng. Mạn phải tháp chỉ huy của chiếc tàu ngầm có một lỗ thủng do đạn pháo, là chứng cứ hư hại gây ra bởi tháp pháo số 3 của Ward. Trong khi mìn sâu của tàu khu trục đủ khả năng đánh chìm chiếc tàu ngầm bỏ túi 46 tấn Anh (47 t), dài 78 ft (24 m), không có chứng tích hư hại rõ ràng đối với lườn tàu, vốn bị đắm do nước tràn vào bên trong qua hai lỗ thủng bởi đạn pháo.
Cuối năm 1942, Ward được gửi quay trở về vùng bờ Tây để được cải biến thành một tàu vận chuyển cao tốc. Xếp lại lớp với ký hiệu lườn APD-16 vào tháng 2 năm 1943, nó lên đường đi sang Nam Thái Bình Dương để hoạt động tại khu vực quần đảo Solomon. Nó đã giúp đánh trả một đợt không kích ác liệt của quân Nhật ngoài khơi Tulagi vào ngày 7 tháng 4 năm 1943, và trải qua hầu hết thời gian còn lại của năm trong nhiệm vụ hộ tống và vận chuyển. Vào tháng 12, nó tham gia chiếm đóng mũi Gloucester. Trong chín tháng đầu năm 1944, Ward tiếp tục nhiệm vụ hộ tống và tuần tra cũng như tham gia nhiều cuộc đổ bộ xuống vùng Tây Nam Thái Bình Dương: Saidor, đảo Nissan, Emirau, Aitape, Biak, mũi Sansapor và Morotai.

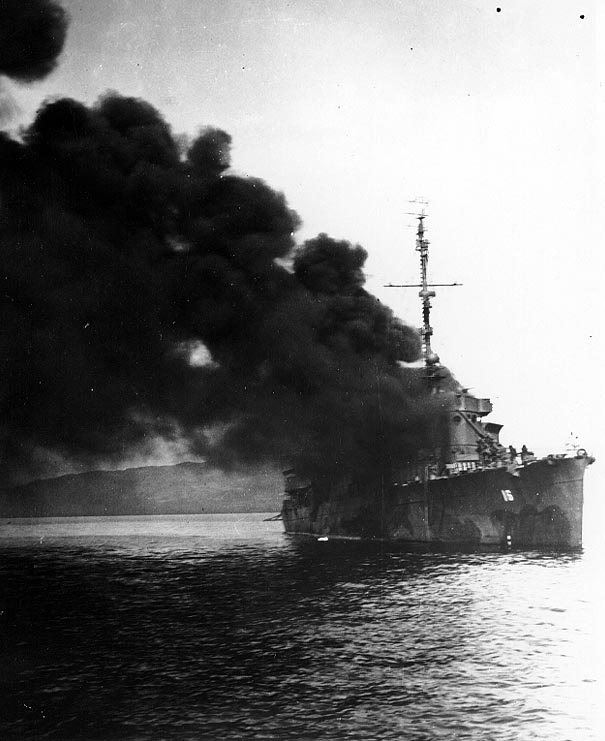
Ward cháy sau khi bị một máy bay kamikaze đâm trúng.

Sau đó Ward được giao nhiệm vụ trợ giúp vào việc tái chiếm Philippines. Ngày 17 tháng 10 năm 1944, nó cho đổ bộ lực lượng lên đảo Dinagat trong giai đoạn mở màn của trận Leyte. Sau khi trải qua nữa cuối tháng 10 và tháng 11 hộ tống các đoàn tàu đi và đến từ Leyte, đến đầu tháng 12, Ward vận chuyển binh lính Lục quân trong cuộc đổ bộ lên vịnh Ormoc, Leyte. Sáng ngày 7 tháng 12, đúng ba năm từ khi nổ phát súng đầu tiên trong chiến tranh, Ward tuần tra ngoài khơi khu vực đổ bộ khi nó bị nhiều máy bay kamikaze tấn công. Một trái bom đã ném trúng giữa tàu, khiến nó chết đứng giữa biển. Khi đám cháy không còn có thể kiểm soát, thủy thủ đoàn của Ward được lệnh bỏ tàu, và nó bị đánh chìm bởi hỏa lực pháo của O'Brien, mà vị hạm trưởng lại chính là William W. Outerbridge, người chỉ huy Ward trong hoạt động tác chiến tại Trân Châu Cảng ba năm trước đó.

## Văn hóa đại chúng
Trong cuốn phim Tora! Tora! Tora!, Ward được thể hiện bởi chiếc tàu khu trục hộ tống Finch.

## Di sản

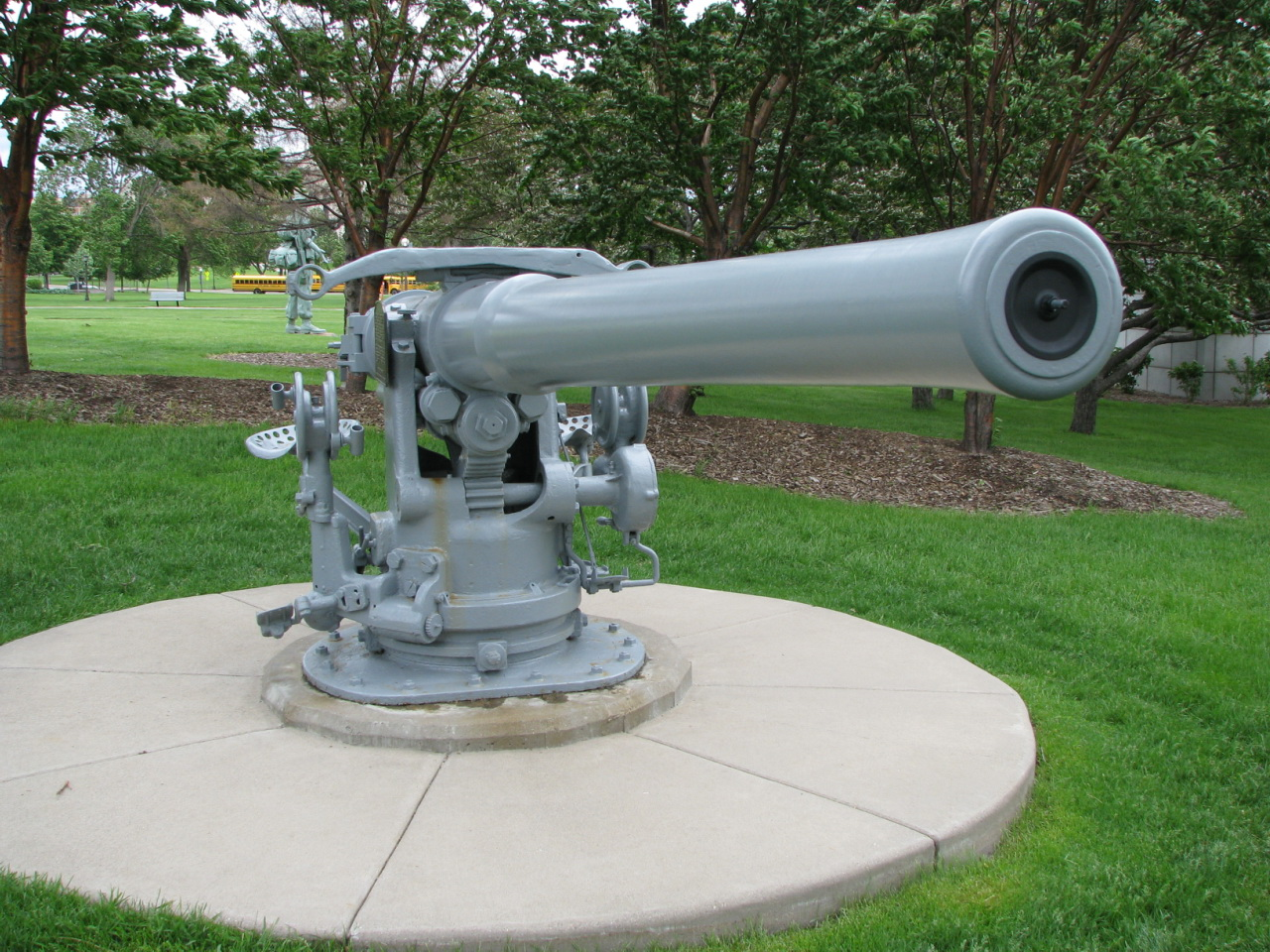
Khẩu pháo 4 inch của Ward

Tháp pháo 4 in (100 mm)/50 caliber số 3 của Ward được tháo dỡ khi nó được cải biến thành một tàu vận chuyển cao tốc. Nó được phục dựng vào năm 1958 nhân kỷ niệm 100 năm bang Minnesota, như một đài tưởng niệm ở Minnesota State Capitol tại Saint Paul, vì những pháo thủ đã bắn nó trong ngày 7 tháng 12 năm 1941 đều thuộc Lực lượng Hải quân Dự bị Minnesota. Một tấm biển lưu tên các quân nhân hải quân dự bị từ Saint Paul từng phục vụ trên Ward cũng được trưng bày tại Tòa thị chính St. Paul, cạnh chiếc chuông của tàu tuần dương hạng nặng Saint Paul.